# Archie: To Riverdale and Back Again
Archie: To Riverdale and Back Again é um telefilme norte-americano de 1990, do gênero de comédia, baseado em personagens de histórias em quadrinhos publicados pela Archie Comics. Foi produzido pela DIC Entertainment e estreou na NBC Sunday Night at the Movies em 6 de maio de 1990.

## Sinopse
Archie Andrews, quinze anos depois de se formar na Riverdale High, tornou-se um advogado de sucesso e está se preparando para se casar com sua noiva, Pam, e mudar-se para "a grande cidade". Antes de fazer isso, no entanto, ele volta para casa em Riverdale para sua reunião no colégio e salva o jantar de seu amigo Pop Tate. Quando Archie vê Betty e Veronica pela primeira vez em quinze anos, todos os seus velhos sentimentos por eles voltam, ameaçando seu noivado. Enquanto isso, Archie também tenta impedir que Reggie, ajudado por um misteriosamente ameaçador Mr. Lodge, evite que Pop Tate saia de sua loja de refrigerantes, sob o pretexto de expandir seu ginásio. Archie finalmente salva o Chock'lit Shoppe, embora ele perca Pam no negócio, e decide ficar em Riverdale.

## Elenco
Quase todos os personagens do filme são personagens regulares ou recorrentes nos quadrinhos de origem:
| Ator             | Papel                    |
| ---------------- | ------------------------ |
| Christopher Rich | Archie Andrews           |
| Lauren Holly     | Betty Cooper             |
| Karen Kopins     | Veronica Lodge           |
| Sam Whipple      | Forsythe "Jughead" Jones |
| Gary Kroeger     | Reggie Mantle            |
| Jeff Hochendoner | Moose Mason              |
| Debi Derryberry  | Midge Mason              |
| Mike Nussbaum    | Pop Tate                 |
| Fran Ryan        | Miss Grundy              |
| David Doyle      | Mr. Weatherbee           |
| J. D. Hall       | Coach Clayton            |
| Cindy Ambuehl    | Ethel Muggs (Big Ethel)  |
| James Noble      | Hiram Lodge              |

Personagens adicionais foram criados principalmente para o filme para indicar a passagem do tempo, como os filhos dos regulares ou novos parceiros românticos:
| Ator           | Papel                         |
| -------------- | ----------------------------- |
| Billy Corben   | Jordan "Jughead Junior" Jones |
| Aeryk Egan     | Max Mason                     |
| Matt McCoy     | Robert Miller                 |
| Christina Haag | Pam                           |

## Recepção
O filme da NBC, transmitido durante o período de maio, foi visto como um piloto para uma série possível. Apesar de ser bem recebido pelos críticos, que elogiaram especialmente o elenco e as atuações dos atores, o filme terminou em um decepcionante 51º lugar em Nielsen ratings.

## Versão de quadrinhos
A Archie Comics publicou uma adaptação em quadrinhos do filme de TV que coincidiu com sua estréia. Stan Goldberg e Mike Esposito desenhou as páginas da revista apresentando os personagens em flashbacks como adolescentes, enquanto Gene Colan desenhou os personagens como adultos, em um estilo realista e mais "sério" parecido com Rex Morgan, MD, e John Byrne desenhou o a capa. A história em quadrinhos também mostra um flashback do incidente em que Archie e Betty estavam sozinhos em um quarto de hotel juntos (de Betty and Me #40, fevereiro de 1972).